# Heinrich Seilkopf
Heinrich Andreas Karl Seilkopf (25 décembre 1895 à Francfort-sur-l'Oder - 27 juin 1968 à Hambourg) est un météorologue allemand et professeur d'université.

## Biographie
De mars 1916 à mars 1919, il est assistant scientifique au service météorologique de Berlin puis assistant de recherche à l'Observatoire météorologique d'Essen jusqu'à la fin de l'année.
De 1920 à mars 1946, il est météorologue à l'Observatoire maritime allemand. En 1927, il devient conférencier privé et employé à la station météorologique aéronautique de Hanovre, à partir de mai 1929 comme membre du gouvernement. Après une courte période à la tête de la station météorologique de vol à Hanovre, il a créé le département des vols océaniques de l'Observatoire naval allemand. À partir de mars 1930, il était à la station météorologique de vol à Hambourg. En juin 1931, il est nommé Professeur à l'Université technique de Hanovre, depuis 1940 également chargé de cours en météorologie maritime à l'Université de Hambourg.
En 1939, il a redécouvert le courant-jet, découvert originellement par Ōishi Wasaburō, météorologiste japonais qui publia des rapports d'études à ce sujet en espéranto dont peu de scientifiques prirent connaissance. Seilkopf lui donna le nom de « Strahlströmung (soit "flux de jet") » qui est devenu courant-jet,.
En 1941, il devient directeur du bureau météorologique maritime du Deutscher Wetterdienst à Hambourg-Nienstedten. Les monts Seilkopf (de) en Nouvelle-Souabe dans l'Antarctique portent son nom.
Il s'est aussi intéressé à l'ornithologie et la zoologie.

## Publications
- Notice dans un dictionnaire ou une encyclopédie généraliste :   - Deutsche Biographie
- Notices d'autorité :   - VIAF
  - ISNI
  - IdRef
  - GND
  - Pays-Bas
- Sonderdrucke, Sammelband; 1923
- Ergebnisse von Höhenwindmessungen auf dem Nordatlantischen Ozean und im Golf von Mexico, Februar bis Mai 1923; 1924
- Ergebnisse einer flugwissenschaftlichen Forschungsreise nach Columbia; 1926
- Grundzüge der Flugmeteorologie des Luftweges nach Ostasien; 1927
- Beitrag zur Aëro-Ozenographie; um 1928
- Mikroskopische Schnitte von Gräsern : gezeichnet nach zum größten Teil selbstgefertigten Präparaten; 1929
- Die Bedeutung der Gräser für die Formationsbiologie der Heimat; 1929
- Eindrücke und meteorologische Erfahrungen auf der Weltfahrt des Luftschiffs "Graf Zeppelin"; 1930
- Meteorologische Beobachtungen auf dem Las-Palmas-Flug der Deutschen Luft Hansa : Juni und Juli 1928; 1930
- Handbuch der Fliegerwetterkunde mit Richard Habermehl (de) und anderen; Berlin, Radetzki
  - 1. Allgemeine Wetterkunde; 1942
  - 2. Maritime Meteorologie; 1939
  - 3. Die Messgeräte des Wetterdienstes; 1939
- Meteorologische Navigation : Vortrag, gehalten in der 6. Wissenschaftssitzung der ordentlichen Mitglieder am 30. August 1940
- Heimkehrleistungen von Reisetauben in Abhängigkeit vom Wetter, insbesondere vom Wind
- Änderungen des Klimas und der Avifauna in Mitteleuropa (de); 1951
- Die Wanderung eines jungen Weißstorchs von Holstein nach Finnland (unter meteorologischem Aspekt); 1953
- Schwarzschnabel-Sturmtaucher, Puffinus puffinus puffinus, an der westlichen Ostsee
- Zum Lageklima und Witterungsklima des Hamburger Raumes; 1955
- mit anderen: Zur Arbeit in der maritimen Meteorologie; 1956
- Nach Ort und Zeit ungewöhnlicher Gesang von Amseln (Turdus merula); 1967
- mit Hans Baron: Der Weißstorch-Zug im Raum Sinai bis Kena in landschaftsmorphologischer Sicht
- Weißer Storch: Weitere Fälle von Suesgolf-Querung und Sinai-Zug
- Der Einfall niedersächsischer Weiss-Störche (Ciconia ciconia) im Spätsommer 1959 in der Schweiz
- Herbstliche Umkehrzüge